# Papanases
Os papanases foram um povo indígena do Brasil que vivia no litoral do atual estado do Espírito Santo, próximo ao Rio Doce e à Vila de Benevente (hoje Anchieta), sendo vizinhos e estando em constante conflito com os goitacás.

## Descrição
Segundo Gabriel Soares de Sousa em sua obra "Tratado descritivo do Brasil em 1587", os papanases eram um povo "doméstico" e "manso" em relação aos portugueses. Também eram cristãos e aliados dos colonos na luta contra povos hostis, especialmente os goitacás. Eram guerreiros habilidosos e viviam da caça e da pesca.